# Jalālābād (ort i Indien, Punjab, Ferozepur)
Jalālābād är en ort i Indien.   Den ligger i distriktet Ferozepur och delstaten Punjab, i den norra delen av landet, 400 km nordväst om huvudstaden New Delhi. Jalālābād ligger 189 meter över havet och antalet invånare är 29 824.
Terrängen runt Jalālābād är mycket platt. Runt Jalālābād är det tätbefolkat, med 319 invånare per kvadratkilometer. Jalālābād är det största samhället i trakten. Trakten runt Jalālābād består till största delen av jordbruksmark.